# 19e étape du Tour d'Italie 2020
Pour un article plus général, voir Tour d'Italie 2020.
La 19e étape du Tour d'Italie 2020 se déroule le vendredi 23 octobre 2020, entre Abbiategrasso et Asti, sur une distance de 124,5 km.

## Parcours
Initialement, le parcours devait relier Morbegno à Asti sur 258 kilomètres, soit la plus longue étape de la course. Cependant, elle est écourtée après une manifestation des coureurs au départ de l'étape le matin. Les coureurs sont mécontents de la longueur de l'étape si tard dans la course après une dernière semaine constituée de longues étapes et de départs anticipés, ainsi que de longs transferts avant et après les étapes,. Les coureurs effectuent les 100 premiers kilomètres du parcours en bus pour prendre le départ réel à Abbiategrasso pour une étape raccourcie à 124,5 kilomètres,.

## Déroulement de la course
Un trio s'échappe dès le départ de l'étape, rejoint peu après le premier sprint intermédiaire par 11 coureurs. L'équipe Bora-Hansgrohe juge l'échappée trop nombreuse et veut reprendre rapidement les hommes de tête. Après un bras de fer intense de plusieurs dizaines de kilomètres, les équipiers de Peter Sagan stoppent leur effort et le groupe de tête peut alors prendre le large. Josef Černý (CCC Team) attaque à 22 km de l'arrivée et va chercher le premier succès de sa carrière sur un grand tour. Il devant de 18 secondes Victor Campenaerts (NTT) et de 26 secondes un quatuor réglé par Jacopo Mosca (Trek-Segafredo). Le peloton franchit la ligne 11 minutes 43 après le vainqueur.

## Résultats

### Classement de l'étape
| \| Classement de l'étape \| Classement de l'étape \| Classement de l'étape \| Classement de l'étape \| Classement de l'étape \| \| Coureur \| Coureur \| Pays \| Équipe \| Temps \| \| --------------------- \| --------------------- \| --------------------- \| --------------------------- \| --------------------- \| \| 1er \| Josef Černý \| Tchéquie \| CCC Team \| 2 h 30 min 40 s \| \| 2e \| Victor Campenaerts \| Belgique \| NTT Pro Cycling \| + 18 s \| \| 3e \| Jacopo Mosca \| Italie \| Trek-Segafredo \| + 26 s \| \| 4e \| Simon Clarke \| Australie \| EF Pro Cycling \| + 26 s \| \| 5e \| Iljo Keisse \| Belgique \| Deceuninck-Quick Step \| + 26 s \| \| 6e \| Sander Armée \| Belgique \| Lotto-Soudal \| + 26 s \| \| 7e \| Albert Torres \| Espagne \| Movistar Team \| + 1 min 10 s \| \| 8e \| Simon Pellaud \| Suisse \| Androni Giocattoli-Sidermec \| + 1 min 10 s \| \| 9e \| Giovanni Carboni \| Italie \| Bardiani CSF Faizanè \| + 1 min 10 s \| \| 10e \| Alex Dowsett \| Royaume-Uni \| Israel Start-Up Nation \| + 1 min 10 s \| |                    |             |                             |                 |
| |                    |             |                             |                 |
| Source : ProCyclingStats |                    |             |                             |                 |
| Classement de l'étape |                    |             |                             |                 |
| Coureur | Coureur            | Pays        | Équipe                      | Temps           |
| 1er | Josef Černý        | Tchéquie    | CCC Team                    | 2 h 30 min 40 s |
| 2e | Victor Campenaerts | Belgique    | NTT Pro Cycling             | + 18 s          |
| 3e | Jacopo Mosca       | Italie      | Trek-Segafredo              | + 26 s          |
| 4e | Simon Clarke       | Australie   | EF Pro Cycling              | + 26 s          |
| 5e | Iljo Keisse        | Belgique    | Deceuninck-Quick Step       | + 26 s          |
| 6e | Sander Armée       | Belgique    | Lotto-Soudal                | + 26 s          |
| 7e | Albert Torres      | Espagne     | Movistar Team               | + 1 min 10 s    |
| 8e | Simon Pellaud      | Suisse      | Androni Giocattoli-Sidermec | + 1 min 10 s    |
| 9e | Giovanni Carboni   | Italie      | Bardiani CSF Faizanè        | + 1 min 10 s    |
| 10e | Alex Dowsett       | Royaume-Uni | Israel Start-Up Nation      | + 1 min 10 s    |

### Points attribués pour le classement par points
| Sprint intermédiaire Vigevano (km 11) | Sprint intermédiaire Vigevano (km 11) | Sprint intermédiaire Vigevano (km 11) | Sprint intermédiaire Vigevano (km 11) | Sprint intermédiaire Vigevano (km 11) |
| ------------------------------------- | ------------------------------------- | ------------------------------------- | ------------------------------------- | ------------------------------------- |
|                                       | Coureur                               | Pays                                  | Équipe                                | Point(s)                              |
| 1er                                   | Simon Pellaud                         | Suisse                                | Androni Giocattoli-Sidermec           | 12                                    |
| 2e                                    | Josef Černý                           | Tchéquie                              | CCC Team                              | 8                                     |
| 3e                                    | Victor Campenaerts                    | Belgique                              | NTT Pro Cycling                       | 6                                     |
| 4e                                    | Sander Armée                          | Belgique                              | Lotto-Soudal                          | 5                                     |
| 5e                                    | Etienne van Empel                     | Pays-Bas                              | Vini Zabù-KTM                         | 4                                     |
| 6e                                    | Albert Torres                         | Espagne                               | Movistar                              | 3                                     |
| 7e                                    | Lachlan Morton                        | Australie                             | EF Pro Cycling                        | 2                                     |
| 8e                                    | Jacopo Mosca                          | Italie                                | Trek-Segafredo                        | 1                                     |
| modifier                              |                                       |                                       |                                       |                                       |

| Arrivée d'étape Asti (km 124,5) | Arrivée d'étape Asti (km 124,5) | Arrivée d'étape Asti (km 124,5) | Arrivée d'étape Asti (km 124,5) | Arrivée d'étape Asti (km 124,5) |
| ------------------------------- | ------------------------------- | ------------------------------- | ------------------------------- | ------------------------------- |
|                                 | Coureur                         | Pays                            | Équipe                          | Point(s)                        |
| 1er                             | Josef Černý                     | Tchéquie                        | CCC Team                        | 50                              |
| 2e                              | Victor Campenaerts              | Belgique                        | NTT Pro Cycling                 | 35                              |
| 3e                              | Jacopo Mosca                    | Italie                          | Trek-Segafredo                  | 25                              |
| 4e                              | Simon Clarke                    | Australie                       | EF Pro Cycling                  | 18                              |
| 5e                              | Iljo Keisse                     | Belgique                        | Deceuninck-Quick Step           | 14                              |
| 6e                              | Sander Armée                    | Belgique                        | Lotto-Soudal                    | 12                              |
| 7e                              | Albert Torres                   | Espagne                         | Movistar                        | 10                              |
| 8e                              | Simon Pellaud                   | Suisse                          | Androni Giocattoli-Sidermec     | 8                               |
| 9e                              | Giovanni Carboni                | Italie                          | Bardiani CSF Faizanè            | 7                               |
| 10e                             | Alex Dowsett                    | Royaume-Uni                     | Israel Start-Up Nation          | 6                               |
| 11e                             | Nathan Haas                     | Australie                       | Cofidis                         | 5                               |
| 12e                             | Etienne van Empel               | Pays-Bas                        | Vini Zabù-KTM                   | 4                               |
| 13e                             | Lachlan Morton                  | Australie                       | EF Pro Cycling                  | 3                               |
| 14e                             | Marco Mathis                    | Allemagne                       | Cofidis                         | 2                               |
| 15e                             | Davide Ballerini                | Italie                          | Deceuninck-Quick Step           | 1                               |
| modifier                        |                                 |                                 |                                 |                                 |

### Points attribués pour le classement des sprints intermédiaires
| Sprint intermédiaire Vigevano (km 11) | Sprint intermédiaire Vigevano (km 11) | Sprint intermédiaire Vigevano (km 11) | Sprint intermédiaire Vigevano (km 11) | Sprint intermédiaire Vigevano (km 11) |
| ------------------------------------- | ------------------------------------- | ------------------------------------- | ------------------------------------- | ------------------------------------- |
|                                       | Coureur                               | Pays                                  | Équipe                                | Point(s)                              |
| 1er                                   | Simon Pellaud                         | Suisse                                | Androni Giocattoli-Sidermec           | 10                                    |
| 2e                                    | Josef Černý                           | Tchéquie                              | CCC Team                              | 6                                     |
| 3e                                    | Victor Campenaerts                    | Belgique                              | NTT Pro Cycling                       | 3                                     |
| 4e                                    | Sander Armée                          | Belgique                              | Lotto-Soudal                          | 2                                     |
| 5e                                    | Etienne van Empel                     | Pays-Bas                              | Vini Zabù-KTM                         | 1                                     |
| modifier                              |                                       |                                       |                                       |                                       |

| Sprint intermédiaire Masio (km 101) | Sprint intermédiaire Masio (km 101) | Sprint intermédiaire Masio (km 101) | Sprint intermédiaire Masio (km 101) | Sprint intermédiaire Masio (km 101) |
| ----------------------------------- | ----------------------------------- | ----------------------------------- | ----------------------------------- | ----------------------------------- |
|                                     | Coureur                             | Pays                                | Équipe                              | Point(s)                            |
| 1er                                 | Simon Pellaud                       | Suisse                              | Androni Giocattoli-Sidermec         | 10                                  |
| 2e                                  | Jacopo Mosca                        | Italie                              | Trek-Segafredo                      | 6                                   |
| 3e                                  | Simon Clarke                        | Australie                           | EF Pro Cycling                      | 3                                   |
| 4e                                  | Josef Černý                         | Tchéquie                            | CCC Team                            | 2                                   |
| 5e                                  | Sander Armée                        | Belgique                            | Lotto-Soudal                        | 1                                   |
| modifier                            |                                     |                                     |                                     |                                     |

### Bonifications
|   | Coureur       | Pays      | Équipe                      | Secondes |
| - | ------------- | --------- | --------------------------- | -------- |
| 1 | Simon Pellaud | Suisse    | Androni Giocattoli-Sidermec | 3 s      |
| 2 | Jacopo Mosca  | Italie    | Trek-Segafredo              | 2 s      |
| 3 | Simon Clarke  | Australie | EF Pro Cycling              | 1 s      |

|   | Coureur            | Pays     | Équipe          | Secondes |
| - | ------------------ | -------- | --------------- | -------- |
| 1 | Josef Černý        | Tchéquie | CCC Team        | 10 s     |
| 2 | Victor Campenaerts | Belgique | NTT Pro Cycling | 6 s      |
| 3 | Jacopo Mosca       | Italie   | Trek-Segafredo  | 4 s      |

## Classements à l'issue de l'étape

### Classement général
| \| Classement général \| Classement général \| Classement général \| Classement général \| Classement général \| \| Coureur \| Coureur \| Pays \| Équipe \| Temps \| \| ------------------ \| ------------------ \| ------------------ \| --------------------- \| ------------------ \| \| 1er \| Wilco Kelderman \| Pays-Bas \| Team Sunweb \| 80 h 29 min 19 s \| \| 2e \| Jai Hindley \| Australie \| Team Sunweb \| + 12 s \| \| 3e \| Tao Geoghegan Hart \| Royaume-Uni \| Ineos Grenadiers \| + 15 s \| \| 4e \| Pello Bilbao \| Espagne \| Bahrain McLaren \| + 1 min 19 s \| \| 5e \| João Almeida \| Portugal \| Deceuninck-Quick Step \| + 2 min 16 s \| \| 6e \| Jakob Fuglsang \| Danemark \| Astana \| + 3 min 59 s \| \| 7e \| Patrick Konrad \| Autriche \| Bora-Hansgrohe \| + 5 min 40 s \| \| 8e \| Vincenzo Nibali \| Italie \| Trek-Segafredo \| + 5 min 47 s \| \| 9e \| Fausto Masnada \| Italie \| Deceuninck-Quick Step \| + 6 min 46 s \| \| 10e \| Rafał Majka \| Pologne \| Bora-Hansgrohe \| + 7 min 28 s \| |                    |             |                       |                  |
| |                    |             |                       |                  |
| Source : ProCyclingStats |                    |             |                       |                  |
| Classement général |                    |             |                       |                  |
| Coureur | Coureur            | Pays        | Équipe                | Temps            |
| 1er | Wilco Kelderman    | Pays-Bas    | Team Sunweb           | 80 h 29 min 19 s |
| 2e | Jai Hindley        | Australie   | Team Sunweb           | + 12 s           |
| 3e | Tao Geoghegan Hart | Royaume-Uni | Ineos Grenadiers      | + 15 s           |
| 4e | Pello Bilbao       | Espagne     | Bahrain McLaren       | + 1 min 19 s     |
| 5e | João Almeida       | Portugal    | Deceuninck-Quick Step | + 2 min 16 s     |
| 6e | Jakob Fuglsang     | Danemark    | Astana                | + 3 min 59 s     |
| 7e | Patrick Konrad     | Autriche    | Bora-Hansgrohe        | + 5 min 40 s     |
| 8e | Vincenzo Nibali    | Italie      | Trek-Segafredo        | + 5 min 47 s     |
| 9e | Fausto Masnada     | Italie      | Deceuninck-Quick Step | + 6 min 46 s     |
| 10e | Rafał Majka        | Pologne     | Bora-Hansgrohe        | + 7 min 28 s     |

| Classement par points | Classement par points | Classement par points | Classement par points       | Classement par points |
| Coureur               | Coureur               | Pays                  | Équipe                      | Points                |
| --------------------- | --------------------- | --------------------- | --------------------------- | --------------------- |
| 1er                   | Arnaud Démare         | France                | Groupama-FDJ                | 221 pts               |
| 2e                    | Peter Sagan           | Slovaquie             | Bora-Hansgrohe              | 184 pts               |
| 3e                    | João Almeida          | Portugal              | Deceuninck-Quick Step       | 94 pts                |
| 4e                    | Diego Ulissi          | Italie                | UAE Team Emirates           | 77 pts                |
| 5e                    | Josef Černý           | Tchéquie              | CCC Team                    | 73 pts                |
| 6e                    | Filippo Ganna         | Italie                | Ineos Grenadiers            | 72 pts                |
| 7e                    | Simon Pellaud         | Suisse                | Androni Giocattoli-Sidermec | 70 pts                |
| 8e                    | Andrea Vendrame       | Italie                | AG2R La Mondiale            | 66 pts                |
| 9e                    | Patrick Konrad        | Autriche              | Bora-Hansgrohe              | 61 pts                |
| 10e                   | Tao Geoghegan Hart    | Royaume-Uni           | Ineos Grenadiers            | 51 pts                |

| Classement par points | Classement par points | Classement par points | Classement par points       | Classement par points |
| Coureur               | Coureur               | Pays                  | Équipe                      | Points                |
| --------------------- | --------------------- | --------------------- | --------------------------- | --------------------- |
| 1er                   | Arnaud Démare         | France                | Groupama-FDJ                | 221 pts               |
| 2e                    | Peter Sagan           | Slovaquie             | Bora-Hansgrohe              | 184 pts               |
| 3e                    | João Almeida          | Portugal              | Deceuninck-Quick Step       | 94 pts                |
| 4e                    | Diego Ulissi          | Italie                | UAE Team Emirates           | 77 pts                |
| 5e                    | Josef Černý           | Tchéquie              | CCC Team                    | 73 pts                |
| 6e                    | Filippo Ganna         | Italie                | Ineos Grenadiers            | 72 pts                |
| 7e                    | Simon Pellaud         | Suisse                | Androni Giocattoli-Sidermec | 70 pts                |
| 8e                    | Andrea Vendrame       | Italie                | AG2R La Mondiale            | 66 pts                |
| 9e                    | Patrick Konrad        | Autriche              | Bora-Hansgrohe              | 61 pts                |
| 10e                   | Tao Geoghegan Hart    | Royaume-Uni           | Ineos Grenadiers            | 51 pts                |

| Classement de la montagne | Classement de la montagne | Classement de la montagne | Classement de la montagne | Classement de la montagne |
| Coureur                   | Coureur                   | Pays                      | Équipe                    | Points                    |
| ------------------------- | ------------------------- | ------------------------- | ------------------------- | ------------------------- |
| 1er                       | Ruben Guerreiro           | Portugal                  | EF Pro Cycling            | 234 pts                   |
| 2e                        | Thomas De Gendt           | Belgique                  | Lotto-Soudal              | 122 pts                   |
| 3e                        | Tao Geoghegan Hart        | Royaume-Uni               | Ineos Grenadiers          | 115 pts                   |
| 4e                        | Rohan Dennis              | Australie                 | Ineos Grenadiers          | 103 pts                   |
| 5e                        | Ben O'Connor              | Australie                 | NTT Pro Cycling           | 71 pts                    |
| 6e                        | Wilco Kelderman           | Pays-Bas                  | Team Sunweb               | 54 pts                    |
| 7e                        | Jai Hindley               | Australie                 | Team Sunweb               | 52 pts                    |
| 8e                        | Filippo Ganna             | Italie                    | Ineos Grenadiers          | 48 pts                    |
| 9e                        | Jonathan Castroviejo      | Espagne                   | Ineos Grenadiers          | 45 pts                    |
| 10e                       | Jonathan Caicedo          | Équateur                  | EF Pro Cycling            | 40 pts                    |

| Classement de la montagne | Classement de la montagne | Classement de la montagne | Classement de la montagne | Classement de la montagne |
| Coureur                   | Coureur                   | Pays                      | Équipe                    | Points                    |
| ------------------------- | ------------------------- | ------------------------- | ------------------------- | ------------------------- |
| 1er                       | Ruben Guerreiro           | Portugal                  | EF Pro Cycling            | 234 pts                   |
| 2e                        | Thomas De Gendt           | Belgique                  | Lotto-Soudal              | 122 pts                   |
| 3e                        | Tao Geoghegan Hart        | Royaume-Uni               | Ineos Grenadiers          | 115 pts                   |
| 4e                        | Rohan Dennis              | Australie                 | Ineos Grenadiers          | 103 pts                   |
| 5e                        | Ben O'Connor              | Australie                 | NTT Pro Cycling           | 71 pts                    |
| 6e                        | Wilco Kelderman           | Pays-Bas                  | Team Sunweb               | 54 pts                    |
| 7e                        | Jai Hindley               | Australie                 | Team Sunweb               | 52 pts                    |
| 8e                        | Filippo Ganna             | Italie                    | Ineos Grenadiers          | 48 pts                    |
| 9e                        | Jonathan Castroviejo      | Espagne                   | Ineos Grenadiers          | 45 pts                    |
| 10e                       | Jonathan Caicedo          | Équateur                  | EF Pro Cycling            | 40 pts                    |

| Classement du meilleur jeune | Classement du meilleur jeune | Classement du meilleur jeune | Classement du meilleur jeune | Classement du meilleur jeune |
| Coureur                      | Coureur                      | Pays                         | Équipe                       | Temps                        |
| ---------------------------- | ---------------------------- | ---------------------------- | ---------------------------- | ---------------------------- |
| 1er                          | Jai Hindley                  | Australie                    | Team Sunweb                  | 80 h 29 min 31 s             |
| 2e                           | Tao Geoghegan Hart           | Royaume-Uni                  | Ineos Grenadiers             | + 3 s                        |
| 3e                           | João Almeida                 | Portugal                     | Deceuninck-Quick Step        | + 2 min 04 s                 |
| 4e                           | Sergio Samitier              | Espagne                      | Movistar Team                | + 26 min 00 s                |
| 5e                           | Brandon McNulty              | États-Unis                   | UAE Team Emirates            | + 33 min 00 s                |
| 6e                           | James Knox                   | Royaume-Uni                  | Deceuninck-Quick Step        | + 34 min 37 s                |
| 7e                           | Aurélien Paret-Peintre       | France                       | AG2R La Mondiale             | + 40 min 59 s                |
| 8e                           | Sam Oomen                    | Pays-Bas                     | Team Sunweb                  | + 53 min 33 s                |
| 9e                           | Ben O'Connor                 | Australie                    | NTT Pro Cycling              | + 1 h 00 min 00 s            |
| 10e                          | Matteo Fabbro                | Italie                       | Bora-Hansgrohe               | + 1 h 00 min 46 s            |

| Classement du meilleur jeune | Classement du meilleur jeune | Classement du meilleur jeune | Classement du meilleur jeune | Classement du meilleur jeune |
| Coureur                      | Coureur                      | Pays                         | Équipe                       | Temps                        |
| ---------------------------- | ---------------------------- | ---------------------------- | ---------------------------- | ---------------------------- |
| 1er                          | Jai Hindley                  | Australie                    | Team Sunweb                  | 80 h 29 min 31 s             |
| 2e                           | Tao Geoghegan Hart           | Royaume-Uni                  | Ineos Grenadiers             | + 3 s                        |
| 3e                           | João Almeida                 | Portugal                     | Deceuninck-Quick Step        | + 2 min 04 s                 |
| 4e                           | Sergio Samitier              | Espagne                      | Movistar Team                | + 26 min 00 s                |
| 5e                           | Brandon McNulty              | États-Unis                   | UAE Team Emirates            | + 33 min 00 s                |
| 6e                           | James Knox                   | Royaume-Uni                  | Deceuninck-Quick Step        | + 34 min 37 s                |
| 7e                           | Aurélien Paret-Peintre       | France                       | AG2R La Mondiale             | + 40 min 59 s                |
| 8e                           | Sam Oomen                    | Pays-Bas                     | Team Sunweb                  | + 53 min 33 s                |
| 9e                           | Ben O'Connor                 | Australie                    | NTT Pro Cycling              | + 1 h 00 min 00 s            |
| 10e                          | Matteo Fabbro                | Italie                       | Bora-Hansgrohe               | + 1 h 00 min 46 s            |

| Classement par équipes | Classement par équipes | Classement par équipes | Classement par équipes |
| Équipe                 | Équipe                 | Pays                   | Temps                  |
| ---------------------- | ---------------------- | ---------------------- | ---------------------- |
| 1re                    | Ineos Grenadiers       | Royaume-Uni            | 241 h 35 min 57 s      |
| 2e                     | Deceuninck-Quick Step  | Belgique               | + 23 min 39 s          |
| 3e                     | Bahrain McLaren        | Bahreïn                | + 28 min 01 s          |
| 4e                     | Team Sunweb            | Allemagne              | + 28 min 37 s          |
| 5e                     | Bora-Hansgrohe         | Allemagne              | + 51 min 45 s          |
| 6e                     | NTT Pro Cycling        | Afrique du Sud         | + 1 h 44 min 27 s      |
| 7e                     | Astana                 | Kazakhstan             | + 1 h 51 min 58 s      |
| 8e                     | Movistar Team          | Espagne                | + 1 h 54 min 57 s      |
| 9e                     | AG2R La Mondiale       | France                 | + 1 h 59 min 25 s      |
| 10e                    | Trek-Segafredo         | États-Unis             | + 2 h 28 min 35 s      |

| Classement par équipes | Classement par équipes | Classement par équipes | Classement par équipes |
| Équipe                 | Équipe                 | Pays                   | Temps                  |
| ---------------------- | ---------------------- | ---------------------- | ---------------------- |
| 1re                    | Ineos Grenadiers       | Royaume-Uni            | 241 h 35 min 57 s      |
| 2e                     | Deceuninck-Quick Step  | Belgique               | + 23 min 39 s          |
| 3e                     | Bahrain McLaren        | Bahreïn                | + 28 min 01 s          |
| 4e                     | Team Sunweb            | Allemagne              | + 28 min 37 s          |
| 5e                     | Bora-Hansgrohe         | Allemagne              | + 51 min 45 s          |
| 6e                     | NTT Pro Cycling        | Afrique du Sud         | + 1 h 44 min 27 s      |
| 7e                     | Astana                 | Kazakhstan             | + 1 h 51 min 58 s      |
| 8e                     | Movistar Team          | Espagne                | + 1 h 54 min 57 s      |
| 9e                     | AG2R La Mondiale       | France                 | + 1 h 59 min 25 s      |
| 10e                    | Trek-Segafredo         | États-Unis             | + 2 h 28 min 35 s      |

## Abandons
- Matteo Spreafico (Vini Zabù-KTM) : non-partant, contrôle antidopage anormal